# Eficiència de les cèl·lules solars

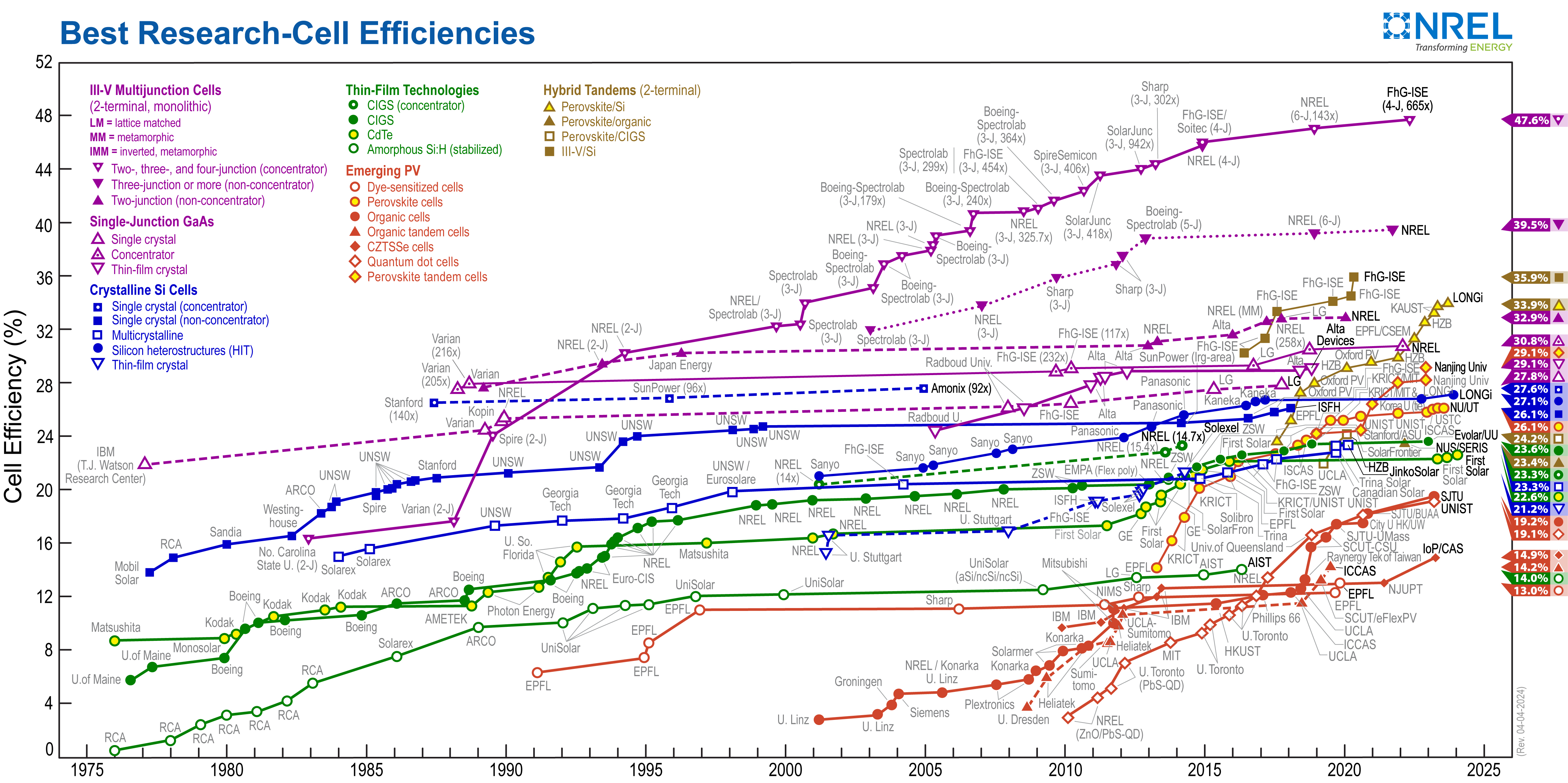
Cronologia informada de les eficiències de conversió d'energia de les cèl·lules solars de recerca des de 1976 (National Renewable Energy Laboratory).

L'eficiència de les cèl·lules solars es refereix a la part d'energia en forma de llum solar que la cèl·lula solar pot convertir a través de la fotovoltaica en electricitat.
L'eficiència de les cèl·lules solars utilitzades en un sistema fotovoltaic, en combinació amb la latitud i el clima, determina la producció anual d'energia del sistema. Per exemple, un panell solar amb un 20% d'eficiència i una superfície d'1 m² en produiran 200 kWh/any a les condicions de prova estàndard si s'exposa al valor d'irradiància solar de la condició de prova estàndard de 1000 W/m² durant 2,74 hores al dia. Normalment els panells solars estan exposats a la llum solar durant més temps que això en un dia determinat, però la irradiància solar és inferior a 1000 W/m² durant la major part del dia. Un panell solar pot produir més quan el sol està alt al cel i produirà menys en condicions ennuvolades o quan el sol està baix al cel, normalment el sol està més baix al cel a l'hivern.
Dos factors que depenen de la ubicació que afecten l'eficiència solar fotovoltaica són la dispersió i la intensitat de la radiació solar. Aquestes dues variables poden variar molt entre cada país. Les regions globals que tenen alts nivells de radiació durant tot l'any són l'Orient Mitjà, el nord de Xile, Austràlia, la Xina i el sud-oest dels EUA. En una zona solar d'alt rendiment com el centre de Colorado, que rep una insolació anual de 2000 kWh/m²/any, es pot esperar que un panell produeixi 400 kWh d'energia per any. No obstant això, a Michigan, que només rep 1400 kWh/m²/any, el rendiment energètic anual baixarà a 280 kWh per al mateix panell. A les latituds més al nord d'Europa, els rendiments són significativament més baixos: 175 kWh rendiment energètic anual al sud d'Anglaterra en les mateixes condicions.
Diversos factors afecten l'eficiència de conversió d'una cèl·lula, com ara la seva reflectància, l'eficiència termodinàmica, l'eficiència de separació del portador de càrrega, l'eficiència de recollida del portador de càrrega i els valors d'eficiència de conducció. Com que aquests paràmetres poden ser difícils de mesurar directament, es mesuren altres paràmetres, com ara l'eficiència quàntica i la relació de voltatge de circuit obert (VOC). Les pèrdues de reflectància es tenen en compte pel valor d'eficiència quàntica, ja que afecten "l'eficiència quàntica externa". Les pèrdues de recombinació es tenen en compte per l'eficiència quàntica, la relació V OC i els valors del factor d'ompliment. Les pèrdues resistives es tenen en compte principalment pel valor del factor d'ompliment, però també contribueixen a l'eficiència quàntica i als valors de la relació VOC. L'any 2019, es va aconseguir el rècord mundial d'eficiència de cèl·lules solars del 47,1% mitjançant l'ús de cèl·lules solars concentradores de múltiples unions, desenvolupades al National Renewable Energy Laboratory, Golden, Colorado, EUA.